# Hoogspanningslijn Aarle Rixtel-Helmond Oost
De hoogspanningslijn Aarle Rixtel-Helmond Oost, is een bovengrondse hoogspanningsleiding in Nederland tussen Aarle-Rixtel en Helmond-Oost. De huidige spanning van de lijn bedraagt 150 kV. De lijn werd eind jaren '60 aangelegd en in 1968 in gebruik genomen. De ongeveer 19 masten van de lijn zijn uitgevoerd naar het model tonmast.
- HoogspanningsNet. informatie over hoogspanning in Nederland

Aarle Rixtel-Helmond Oost  .
Boxmeer-Dodewaard   · 
Geertruidenberg-Eindhoven · 
Geertruidenberg-Krimpen  .  
Maasbracht-Boekend  · 
Maasbracht-Boxmeer  .
Maasbracht-Dodewaard  · 
Maasbracht-Eindhoven  ·  
Oss-Uden  .
Uden-Aarle Rixtel  .